# Altonaer Vertrag

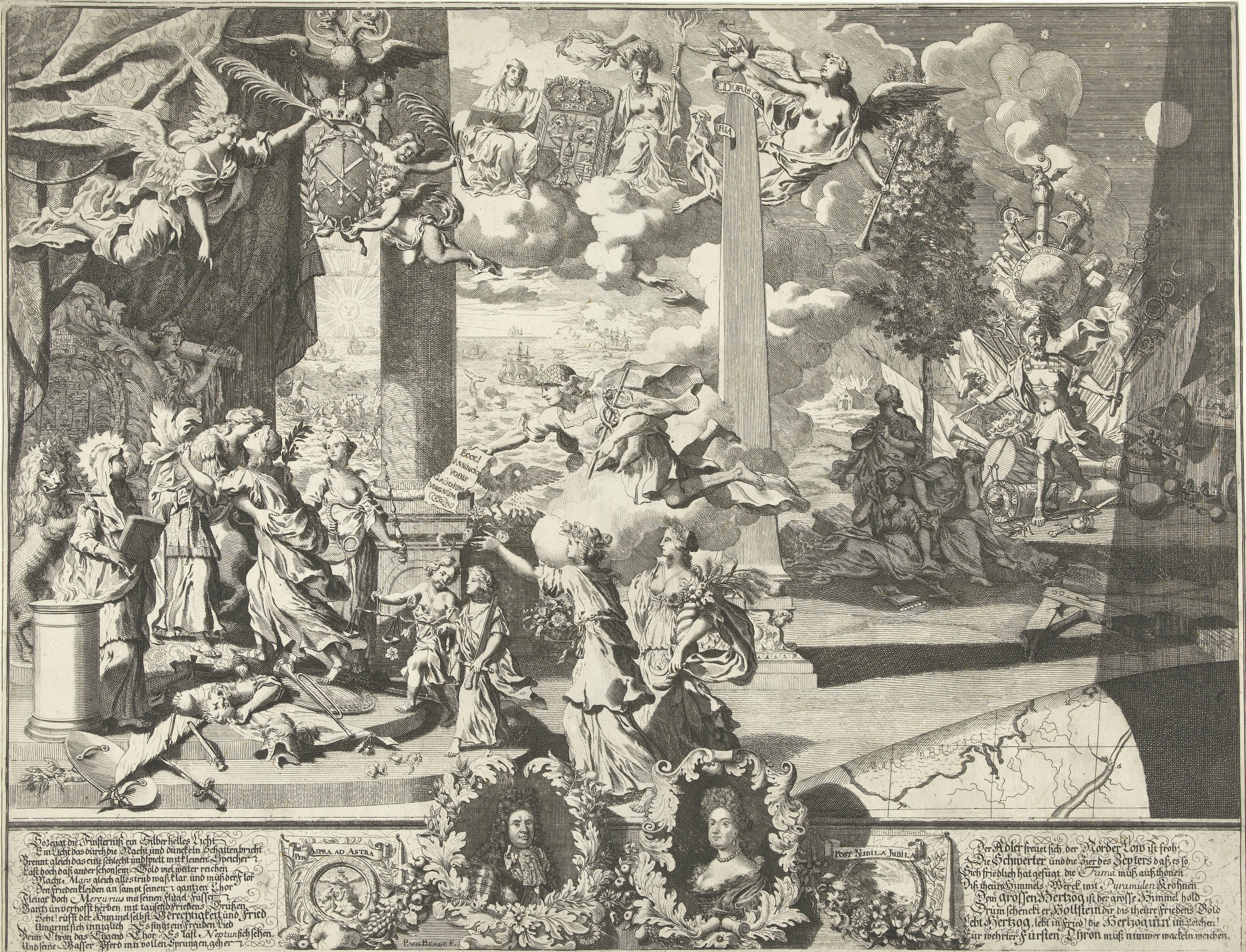
Allegorie auf den Rezess von Altona

Durch den Altonaer Vertrag erhielt Herzog Christian Albrecht von Schleswig-Holstein-Gottorf am 20. Juni 1689 seine Länder wieder.
Der dänische König Christian V. hatte Christian Albrecht von Schleswig-Holstein-Gottorf 1684 gezwungen, seine, 1679 im Frieden von Fontainebleau wieder erhaltenen Länder, Holstein und einen Teil Schleswigs, nochmals zu verlassen. Erst 1689 durch den unter Vermittlung der kaiserlichen, brandenburgischen, kursächsischen, niederländischen und englischen Gesandten geschlossenen Altonaer Vertrag erhielt der Herzog seine Länder wieder. Garantiemächte des Vertrages waren Schweden, England und die Niederlande. Im Großen Nordischen Krieg sollte der Altonaer Vertrag noch einmal Bedeutung erhalten, als Dänemarks König Friedrich IV. gemeinsam mit August dem Starken und Peter dem Großen wiederum Holstein-Gottorf angriff. Der Angriff rief die Garantiemächte auf den Plan, die den dänischen König im Frieden von Traventhal zwangen, die Gottorfer Oberherrschaft über den herzoglichen Anteil des Herzogtums Schleswig anzuerkennen und Herzog Friedrich IV. 260.000 Taler Entschädigung zu zahlen.